# アーナルデュル・インドリダソン
アーナルデュル・インドリダソン（Arnaldur Indriðason, 1961年1月28日 - ）は、アイスランドの推理作家。父は作家のインドリディ・G・トーステンソン。

## 経歴
1961年、レイキャヴィークに生まれる。1981年から1982年にかけて、ジャーナリストとして新聞社 Morgunblaðið に勤め、後にフリーの記者に転身。1986年から2001年まで同紙の映画評論家を務めた。1996年にはアイスランド大学で歴史の学位を取得した。
1997年、処女作 Synir duftsins（英 : Sons of Dust）を発表。これは「エーレンデュル捜査官シリーズ」の第1作。同シリーズの作品群は、ロシア・ギリシャ・ポーランド・フランス・スウェーデンなどヨーロッパ各地や中国など、多くの国で翻訳されている。日本では柳沢由実子の翻訳で2012年から東京創元社より刊行されている。
2002年に『湿地』（原題：Mýrin）で、2003年には『緑衣の女』（原題：Grafarþögn）で、北ヨーロッパで最も優れたミステリに贈られるガラスの鍵賞を2年連続で受賞する。2005年には、『緑衣の女』で英国推理作家協会が贈るCWA賞のゴールド・ダガー賞（最優秀長編賞）を、『声』（原題：Röddin）でマルティン・ベック賞を受賞する。
現在は家族とともにレイキャヴィーク在住。

## 作品リスト

### エーレンデュル捜査官シリーズ
| #  | 邦題または英題   | 原題             | 刊行年 | 刊行年月  | 訳者       | 出版社                             |
| -- | ---------------- | ---------------- | ------ | --------- | ---------- | ---------------------------------- |
| 1  |                  | Synir duftsins   | 1997年 |           |            |                                    |
| 2  |                  | Dauðarósir       | 1998年 |           |            |                                    |
| 3  | 湿地             | Mýrin            | 2000年 | 2012年6月 | 柳沢由実子 | 東京創元社、各・創元推理文庫で再刊 |
| 4  | 緑衣の女         | Grafarþögn       | 2001年 | 2013年7月 | 柳沢由実子 | 東京創元社、各・創元推理文庫で再刊 |
| 5  | 声               | Röddin           | 2002年 | 2015年7月 | 柳沢由実子 | 東京創元社、各・創元推理文庫で再刊 |
| 6  | 湖の男           | Kleifarvatn      | 2004年 | 2017年9月 | 柳沢由実子 | 東京創元社、各・創元推理文庫で再刊 |
| 7  | 厳寒の町         | Vetrarborgin     | 2005年 | 2019年8月 | 柳沢由実子 | 東京創元社、各・創元推理文庫で再刊 |
| 8  | 印（サイン）     | Harðskafi        | 2007年 | 2022年5月 | 柳沢由実子 | 東京創元社、各・創元推理文庫で再刊 |
| 9  | 悪い男           | Myrká            | 2007年 | 2024年1月 | 柳沢由実子 | 東京創元社、各・創元推理文庫で再刊 |
| 10 | 黒い空           | Svörtuloft       | 2009年 | 2025年6月 |            |                                    |
| 11 | Strange Shores   | Furðustrandir    | 2010年 |           |            |                                    |
| 12 |                  | Einvígið         | 2011年 |           |            |                                    |
| 13 | Reykjavík Nights | Reykjavíkurnætur | 2012年 |           |            |                                    |
| 14 | Oblivion         | Kamp Knox        | 2014年 |           |            |                                    |
| 15 |                  | Krókar Húsið     | 2016年 |           |            |                                    |

### その他
- Napóleonsskjölin（1999年）（英：Operation Napoleon）
- Bettý（2003年）
- Konungsbók（2006年）
- Skuggasund（2013年）
- Þýska húsið（2015年）